# Крезанси ан Сансер
Крезанси ан Сансер (фр. Crézancy-en-Sancerre) насеље је и општина у централној Француској у региону Центар (регион), у департману Шер која припада префектури Бурж.
По подацима из 2011. године у општини је живело 476 становника, а густина насељености је износила 25,16 становника/km². Општина се простире на површини од 18,92 km². Налази се на средњој надморској висини од 284 метара (максималној 377 m, а минималној 208 m).

## Демографија
| 1962. | 1968. | 1975. | 1982. | 1990. | 1999. | 2011. |
| ----- | ----- | ----- | ----- | ----- | ----- | ----- |
| 489   | 562   | 540   | 511   | 510   | 500   | 476   |

График промене броја становника у току последњих година